# Eric Vonn
Eric Vonn é um ator, escritor e roteirista guatemalteco que se tornou conhecido por escrever telenovelas mexicanas e estadunidenses.

## Filmografia
- Gloria Trevi: Ellas Soy Yo (2023)
- A que no me dejas (2015)
- Hombre tenías que ser (2013)
- Vivir a destiempo (2013)
- Quererte así (2012)
- Cielo rojo (2011)
- Pecados ajenos (2007/08)
- Amores de mercado (2006)
- Tierra de pasiones (2006)
- Súbete a mi moto (2002/03)
- El amor no es como lo pintan (2000/01)
- El candidato (1999)
- La chacala (1997/98)
- Al norte del corazón (1997)
- Tric Trac (1996/97)
- Acapulco, cuerpo y alma (1995/96)
- Valentina (1993)
- Mi segunda madre (1989/90)
- Amor de nadie (1990/91)
- Días sin luna (1990)
- Amor en silencio (1988)
- Cicatrices del alma (1986/87)

## Prêmios e indicações

### TVyNovelas
| Ano  | Categoria                    | Telenovela       | Resultado |
| ---- | ---------------------------- | ---------------- | --------- |
| 1990 | Melhor história ou adaptação | Mi segunda madre | Venceu    |
| 1989 | Melhor história ou adaptação | Amor en silencio | Venceu    |